# Witold Naturski
Witold Jan Naturski (ur. 3 lipca 1978) – polski polityk, samorządowiec, urzędnik państwowy i unijny, od 2021 do 2022 p.o. dyrektora Przedstawicielstwa Komisji Europejskiej w Polsce, od 2022 dyrektor Biura Parlamentu Europejskiego w Polsce.

## Życiorys
W 2001 ukończył studia z finansów, rachunkowości i bankowości na Akademii Ekonomicznej w Katowicach, kształcił się podyplomowo w zakresie wyceny nieruchomości. Odbył staż w katowickim oddziale Telewizji Polskiej i pracował jako menedżer, współpracował też z „Gościem Niedzielnym”. W 2004 był dyrektorem Górnośląskiego Towarzystwa Gospodarczego. Zasiadał w radzie nadzorczej Radia Katowice.
Wstąpił do Prawa i Sprawiedliwości, współpracował z Centrum Kreowania Liderów Kuźnia. Od 2004 był asystentem europosła Wojciecha Roszkowskiego. W 2006 uzyskał mandat radnego sejmiku śląskiego III kadencji. W styczniu 2008 wykluczony z PiS za głosowanie wbrew klubowej dyscyplinie za odwołaniem Janusza Moszyńskiego. Zaangażował się w działalność Ruchu Obywatelskiego „Polska XXI”, następnie przeszedł do Platformy Obywatelskiej i z jej listy bez powodzenia w 2010 ubiegał się o reelekcję. W 2009 został doradcą i autorem przemówień przewodniczącego Parlamentu Europejskiego Jerzego Buzka. Następnie od 2012 do 2016 zatrudniony w Biurze Parlamentu Europejskiego w Polsce, gdzie zajmował się m.in. organizowaniem debat i seminariów. Podjął pracę w Przedstawicielstwie Komisji Europejskiej w Polsce: od 2016 był kierownikiem sekcji komunikacji, a od 2018 wicedyrektorem Przedstawicielstwa. W kwietniu 2021 tymczasowo objął funkcję dyrektora po zakończeniu kadencji Marka Prawdy. Zakończył pełnienie tej funkcji w marcu 2022 roku, kiedy to po wygranym konkursie objął stanowisko dyrektora Biura Parlamentu Europejskiego w Polsce.

## Życie prywatne
Jest żonaty. Spokrewniony z aktorką Aleksandrą Śląską. Brat, Jan Naturski jest aktorem, reżyserem i dramaturgiem.